# Condado de Montgomery (Pensilvânia)
O Condado de Montgomery (em inglês:  Montgomery County) é um dos 67 condados do estado americano da Pensilvânia. A sede e maior cidade do condado é Norristown. Foi fundado em 10 de setembro de 1784.
O condado possui uma área de 1 262 km², dos quais 1 251 km² estão cobertos por terra e 11 km² por água, uma população de 799 874 habitantes, e uma densidade populacional de 639,3 hab/km² (segundo o censo nacional de 2010). É o terceiro condado mais populoso da Pensilvânia.